# Challis (Idaho)
Challis ist eine Stadt und der County Seat des Custer County im Bundesstaat Idaho. Im Jahre 2020 hatte Challis 902 Einwohner. Challis liegt im breiten Tal des Salmon River und zentral in Idaho.

## Geschichte
Die Gegend in und um Challis wurde früher von Shoshone- und Nez-Percé-Gruppen zum Jagen und Angeln genutzt. Im frühen 19. Jahrhundert kamen erstmals weiße Trapper in die Region, gefolgt von anderen Siedlern. 1873 wurde am Yankee Fork River Gold gefunden. Challis wurde 1878 gegründet und nach A. P. Challis, dem damaligen Landvermesser, benannt. Im selben Jahr wurde die erste Postfiliale errichtet. Mit dem Goldrausch wuchs Challis zu einem regionalen Zentrum.
1983 kamen durch ein Erdbeben in der Region zwei Personen ums Leben. Gleichzeitig wurden mehrere große Gebäude in Challis zerstört.

## Wirtschaft und Infrastruktur
Schutzgebiete in der Nähe sind der Salmon-Challis National Forest, die Frank Church–River of No Return Wilderness und die Land of the Yankee Fork Historic Area mit dem Besucherzentrum nahe der Stadt.
Challis liegt am in Nord-Süd-Richtung verlaufenden U.S. Highway 93. Südlich der Stadt beginnt der Idaho State Highway 75 Richtung Südwesten.
Im Norden der Stadt liegt der Flugplatz Challis Airport.